# İsmail Çokçalış
İsmail Çokçalış (* 21. Juni 2000 in Osmangazi) ist ein türkischer Fußballspieler.

## Karriere

### Verein
Çokçalış begann mit dem Vereinsfußball 2012 in der Jugendabteilung von Bursaspor und erhielt im März 2018 einen Profivertrag. Anschließend wurde er an den Viertligisten Karacabey Belediyespor ausgeliehen und gab hier sein Profidebüt am 27. Januar 2019 in der Ligabegegnung gegen Muğlaspor.

### Nationalmannschaft
Çokçalış begann seine Nationalmannschaftskarriere im Dezember 2012 mit einem Einsatz für die türkische U-16-Nationalmannschaft.
Mit der türkischen U-16-Nationalmannschaft nahm er an der U-17-Weltmeisterschaft 2017 teil.

## Erfolge
Mit der türkischen U-17-Nationalmannschaft
- Teilnehmer der U-17-Weltmeisterschaft: 2017